# نادي الحمادة
نادي الحمادة، هو نادٍ سعودي لكرة القدم تأسس عام 1971. ومقره في الغاط.

## تاريخ
صعد النادي إبان رئاسة ناصر بن سعد السديري ( الذي كان له بصمة كبيرة وواضحة في مسيرة النادي) لدوري أندية الدرجة الثانية ومنه للدرجة الأولى وحقق كأس الأمير فيصل بن فهد لأندية الدرجة الأولى. وبعد استقاله السديري بموسمين هبط الفريق إلى الدرجة الثانية وكلّف عبدالرحمن الراشد أمين عام النادي برئاسته لموسم واحد، في العام التالي تولى رئاسته بشكل رسمي.
استطاع الفريق الوصول في الموسم الرياضي 1428 إلى دور الثمانية في كأس ولي العهد السعودي بعد أن فاز على التعاون وأحد والطائي ولكنه أقصي من الشباب، وفي نفس الموسم كان فريق الحمادة ينافس على الصعود واستمر الحال لحين انتهت فترة رئاسة الراشد. تولى من بعده بدران السديري رئاسة النادي واستطاع تطوير الفريق لكنه توفي بحادث سير، توالت بعده إدارات أخرى وهبط الفريق إلى دوري المناطق.
حقق النادي نتائج غير جيدة ولا سارة لمحبيه مع بداية موسم (1439-1440هـ) الذي استهله بمباراته في التصفيات التمهيدية من مسابقة كأس خادم الحرمين الشريفين أمام فريق نجد وخسر بنتيجة 9 أهداف مقابل لا شيئ، خسر الفريق مرة أخرى وبنفس النتيجة من نادي المحمل، وخسر الفريق مباراته في الدوري من فريق نجد بنتيجة 12 -1.